# فوتاديني
 فوتاديني 

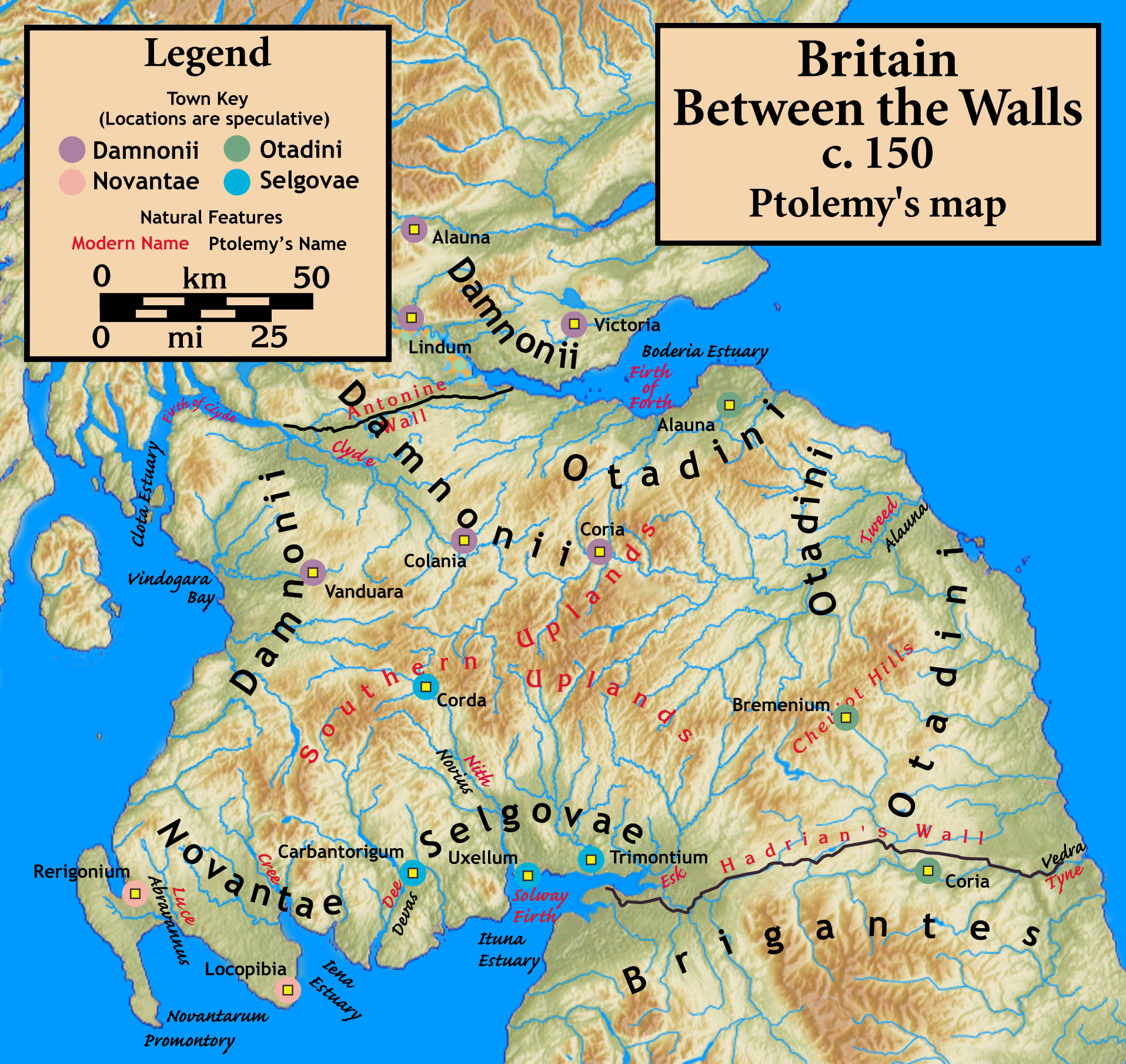

من سكان الكلت خلال العصر الحديدي في بريطانيا العظمى. تقع أراضيها جنوب شرق اسكتلندا وشمال شرق إنجلترا، وتعتبر هذه المنطقة جزءا من مقاطعة رومانية من بريطانيا. وتعرف أقدم عاصمة لـ فوتاديني هي حصن في الشرق لوثيان، حتى تم التخلي عنه في أوائل القرن الخامس.
ولقد تم تسجيل الاسم باسم فوتاديني في المصادر الكلاسيكية. كما ان أحفادهم كونوا مملكة في القرون الوسطى المبكّرة عُرفت باسم ويلز القديمة.
تم ذكر قصيدة تدعى واي جودودين وهي واحدة من أقدم القصائد في الأدب البريطاني، مكتوبة بالويلزية القديمة، بعد أن تم تمريرها من قبل عبر التقاليد الشفوية للبريطانيين.
تحتفل هذه القصيدة بشجاعة الجنود مما كان يشار إليه لاحقاً من قبل البريطانيين.

## عصور ما قبل التاريخ
تعتبر فوتاديني منطقة مأهولة بالسكان منذ عام 3000 قبل الميلاد.
ولقد وجد دليل على الأحتلال بعد حفر في قلعة أدنبرة (عاصمة اسكتلندا) وكان هذا حوالي 850 قبل الميلاد .
وكانت معظم العطايا لفوتاديني مستوردة من مقاطعة ويلز في المملكة المتحدة.

## الفترة الرومانية
سجلت فوتاديني من قِبل الرومان كقبيلة بريطانية في القرن الأول بين (138-162).
قسمت بريطانيا إلى أربع مقاطعات ومن المرجح أن فوتاديني تكون واحدة من الأقاليم الأربعة.ومن الأمثلة على المقاطعات التي تم تقسيمها مقاطعة تسمى فالنتيا.
تم اكتشاف الحفريات في إقليم فوتاديني ، وكان منها العناصر الرومانية الفضية ، و العديد من العملات المعدنية الرومانية الغالية .

## فترة ما بعد الرومان
بعد الانسحاب الروماني في أوائل القرن الخامس، أصبحت أراضي فوتاديني جزءًا من المنطقة المعروفة باسم Hen Ogledd ("الشمال القديم"). ظهرت مملكة جديدة من غويند بحلول عام 470. تغطي معظم أراضي فوتاديني الأصلية، يقال أن كوندا، المؤسس الأسطوري لمملكة جويند في شمال ويلز، هو زعيم غودودين الذي هاجر إلى الجنوب الغربي في هذا الوقت.
إنجلترا.